# کریستوفر اوهن
کریستوفر اوهن (انگلیسی: Christopher Ohen؛ زادهٔ ۱۴ اکتبر ۱۹۷۰) بازیکن فوتبال اهل نیجریه است.
وی همچنین در تیم‌ ملی فوتبال زیر ۲۰ سال نیجریه و تیم ملی فوتبال نیجریه بازی کرده‌است که در پست مهاجم بازی می‌کرد.